# Selbstschutz Oberschlesien

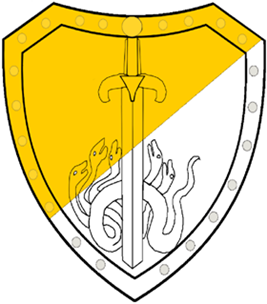
Logo des Selbstschutz Oberschlesien

Der Selbstschutz Oberschlesien (SSOS) war eine paramilitärische Organisation in der Weimarer Republik. Sie wurde nach dem Ausbruch des dritten oberschlesischen Aufstands im Mai 1921 aufgestellt. Angehörige anderer Freikorps schlossen sich dem SSOS an. So kämpfte die Sturmabteilung Roßbach unter dem Namen „Freiwilligen-Abteilung Schlesien“ im SSOS mit.
Die Annabergstraße, heute Herweghstraße, im Magdeburger Stadtteil Cracau wurde zur Erinnerung an die Erstürmung des St. Annabergs in Oberschlesien durch das Freikorps Selbstschutz Oberschlesien unter Peter von Heydebreck und weiterer alliierter Kräfte am 21. Mai 1921 benannt. Der strategisch wichtige St. Annaberg war von Freischärlern um Wojciech Korfanty besetzt worden.
Vom 4. bis zum 6. Juni 1921 kam es kurz vor Ende des dritten oberschlesischen Aufstands zu den „Umgehungskämpfen Slawentzitz-Cosel“ der Gruppe Süd des Selbstschutz Oberschlesien unter Generalleutnant a. D. Bernhard von Hülsen.
Führer des Selbstschutzes Oberschlesien war ab der Aufstellung Oberst a. D. Friedrich Wilhelm von Schwartzkoppen und vom 20. Mai bis 5. Juli 1921 Generalleutnant a. D. Karl Hoefer. Dieser stiftete am 1. Juli 1921 im Einvernehmen mit der Befehlsstelle VI. in Oberglogau das Eichenlaub zum Schlesischen Adler, welcher in der Grundform als Schlesisches Bewährungsabzeichen im Zuge der Kampfhandlungen des Selbstschutzes Oberschlesien wieder verliehen wurde.
2019 wurde am Volkstrauertag in Bytom ein Denkmal zum Gedenken u. a. an die gefallenen deutschen Soldaten, die Selbstschutz- und Freikorpskämpfer und unterdrückte „Ostdeutsche“ errichtet. Als Spender waren auf dem Gedenkstein u. a. der BJDM, Stephan Protschka, AfD-Bundestagsabgeordneter, und die Junge Alternative Berlin aufgeführt. Nach zahlreichen Protesten gegen die Aufschrift und die Finanzierung wurde der Stein kurze Zeit nach der Aufstellung wieder entfernt.

## Bekannte Angehörige (Auswahl)
- Friedrich Karl von Eberstein (1894–1979), Kompanieführer und Regimentskommandeur im Freikorps
- Kurt Fürer (1900–1988), später Wirtschaftsjurist
- Walther Heitmüller (1900–1945), später Politiker der NSDAP und SA-Gruppenführer
- Hans Koblinski (1900–1937), später SS-Standartenführer
- Otto Lensch (1891–1975), später Kapitän zur See d. R. der Kriegsmarine
- Hubert von Rebeur-Paschwitz (1863–1933), früherer Admiral der Kaiserlichen Marine
- Bolko von Richthofen (1899–1983), später Prähistoriker
- Paul Schröder (1898–1977), später Jurist
- Goetz Otto Stoffregen (1896–1953), später Journalist und Schriftsteller
- Hyazinth Graf Strachwitz (1893–1968), später Generalleutnant der Wehrmacht
- Ulf Weiß-Vogtmann (1900–1989), bei der Erstürmung St. Annabergs dabei, später u. a. Ballonsportfahrer und Erfinder
- Siegfried von Waldenburg (1898–1973), später Generalmajor der Wehrmacht